# ATP Challenger Series 2005
In der folgenden Tabelle werden die Turniere der professionellen Herrentennis-Saison 2005 der ATP Challenger Series dargestellt. Sie bestand aus 150 Turnieren mit einem Preisgeld von 25.000 bis 150.000 US-Dollar. Es war die 28. Ausgabe des Challenger-Turnierzyklus.

## Turnierplan

### Januar
| Datum1 | Ort                 | Turnier                                 | Preisgeld | Belag2        | Sieger Einzel        | Sieger Doppel                        |
| ------ | ------------------- | --------------------------------------- | --------- | ------------- | -------------------- | ------------------------------------ |
| 03.01. | Nouméa              | Internationaux de Nouvelle-Calédonie    | $ 075.000 | Hartplatz     | Gilles Simon         | Stephen Huss Wesley Moodie           |
| 03.01. | São Paulo           | Aberto de São Paulo                     | $ 075.000 | Hartplatz     | Ricardo Mello        | André Sá Bruno Soares                |
| 17.01. | La Serena           | La Serena Open                          | $ 050.000 | Sand          | Edgardo Massa        | Enzo Artoni Ramón Delgado            |
| 24.01. | Heilbronn           | Heilbronn Open                          | $ 100.000 | Teppich (i)   | Jiří Vaněk           | Sébastien de Chaunac Michal Mertiňák |
| 24.01. | Waikoloa            | Hilton Waikoloa Village USTA Challenger | $ 050.000 | Hartplatz     | Paul Goldstein       | André Sá Eric Taino                  |
| 24.01. | Santiago de Chile   | Copa Telefónica CTC Chile               | $ 025.000 | Sand          | Tomas Behrend        | Giovanni Lapentti Damián Patriarca   |
| 24.01. | Wrexham             | Wrexham Challenger                      | $ 025.000 | Hartplatz (i) | Uladsimir Waltschkou | Mark Hilton Jonathan Marray          |
| 31.01. | Andrézieux-Bouthéon | Challenger 42                           | $ 100.000 | Hartplatz (i) | Thierry Ascione      | Nicolas Thomann Alexander Waske      |
| 31.01. | Breslau             | KGHM Polish Indoors                     | $ 075.000 | Hartplatz (i) | Robin Vik            | Lukáš Dlouhý Martin Štěpánek         |
| 31.01. | Wolfsburg           | Volkswagen Challenger                   | $ 025.000 | Teppich (i)   | Dieter Kindlmann     | Philipp Petzschner Alexander Peya    |

### Februar
| Datum1 | Ort       | Turnier                                | Preisgeld | Belag2        | Sieger Einzel      | Sieger Doppel                         |
| ------ | --------- | -------------------------------------- | --------- | ------------- | ------------------ | ------------------------------------- |
| 07.02. | Belgrad   | Gemax Open                             | $ 050.000 | Teppich (i)   | Dick Norman        | Igor Kunizyn Orest Tereschtschuk      |
| 07.02. | Dallas    | Challenger of Dallas                   | $ 050.000 | Hartplatz (i) | Michael Ryderstedt | Rik De Voest Giovanni Lapentti        |
| 07.02. | Burnie    | Uncle Toby’s Burnie Challenger         | $ 025.000 | Hartplatz     | Chris Guccione     | Luke Bourgeois Chris Guccione         |
| 14.02. | Besançon  | Open de Franche-Comté                  | $ 100.000 | Hartplatz (i) | Gaël Monfils       | Jason Marshall Huntley Montgomery     |
| 14.02. | Joplin    | Freeman Men’s Challenger               | $ 050.000 | Hartplatz (i) | Frédéric Niemeyer  | Rik De Voest Łukasz Kubot             |
| 21.02. | Cherbourg | Challenger Ford de Cherbourg-Octeville | $ 050.000 | Hartplatz (i) | Rik De Voest       | Sanchai Ratiwatana Sonchat Ratiwatana |
| 21.02. | Lübeck    | Logopark ATP Challenger                | $ 025.000 | Teppich (i)   | Raemon Sluiter     | Martin Štěpánek Pavel Šnobel          |

### März
| Datum1 | Ort               | Turnier                                                  | Preisgeld | Belag2        | Sieger Einzel          | Sieger Doppel                           |
| ------ | ----------------- | -------------------------------------------------------- | --------- | ------------- | ---------------------- | --------------------------------------- |
| 07.03. | Kyōto             | Shimadzu All Japan Indoor Tennis Championships           | $ 025.000 | Teppich (i)   | Robin Vik              | Pavel Šnobel Michal Tabara              |
| 14.03. | Sunrise           | BMW Tennis Championship                                  | $ 100.000 | Hartplatz     | Karol Beck             | Rick Leach Travis Parrott               |
| 14.03. | Ho-Chi-Minh-Stadt | Heineken Challenger                                      | $ 050.000 | Hartplatz     | Wang Yeu-tzuoo         | Cecil Mamiit Eric Taino                 |
| 14.03. | Salinas           | Abierto Internacional de Salinas                         | $ 025.000 | Hartplatz     | Dennis van Scheppingen | Juan Pablo Brzezicki Cristian Villagrán |
| 14.03. | Sarajevo          | Sarajevo Open                                            | $ 025.000 | Hartplatz (i) | Uladsimir Waltschkou   | Michal Mertiňák Serhij Stachowskyj      |
| 21.03. | San Luis Potosí   | San Luis Potosí Challenger                               | $ 050.000 | Sand          | Fernando Vicente       | Łukasz Kubot Oliver Marach              |
| 21.03. | Barletta          | Torneo Internazionale di Tennis Città della Disfida Open | $ 025.000 | Sand          | Richard Gasquet        | Tom Vanhoudt Kristof Vliegen            |
| 21.03. | Saint-Brieuc      | Open Mutouest                                            | $ 025.000 | Sand (i)      | Olivier Patience       | Victor Ioniță Gabriel Moraru            |
| 28.03. | Neapel            | Tennis Napoli Cup                                        | $ 100.000 | Sand          | Richard Gasquet        | Janko Tipsarević Jiří Vaněk             |
| 28.03. | León              | Torneo Internacional Challenger                          | $ 025.000 | Hartplatz     | Amer Delić             | Rajeev Ram Bobby Reynolds               |

### April
| Datum1 | Ort          | Turnier                                             | Preisgeld | Belag2    | Sieger Einzel    | Sieger Doppel                     |
| ------ | ------------ | --------------------------------------------------- | --------- | --------- | ---------------- | --------------------------------- |
| 04.04. | Mexiko-Stadt | Corona Mexico City Open                             | $ 125.000 | Sand      | Florent Serra    | Lukáš Dlouhý Pavel Šnobel         |
| 04.04. | Tallahassee  | Tallahassee Tennis Challenger                       | $ 050.000 | Hartplatz | Brian Vahaly     | Robert Lindstedt Alexander Peya   |
| 04.04. | Canberra     | Uncle Toby’s Australian Men’s Clay Court Challenger | $ 025.000 | Sand      | Chris Guccione   | Richard Fromberg Chris Guccione   |
| 11.04. | Bermuda      | XL Bermuda Open                                     | $ 025.000 | Sand      | Tomáš Zíb        | Jordan Kerr Sebastián Prieto      |
| 11.04. | Mexiko-Stadt | Challenger Casablanca San Ángel                     | $ 025.000 | Hartplatz | Amer Delić       | Rajeev Ram Bobby Reynolds         |
| 11.04. | Olbia        | Olbia Challenger                                    | $ 025.000 | Sand      | Tomas Behrend    | Massimo Bertolini Uros Vico       |
| 18.04. | Bogotá       | Bancolombia Open                                    | $ 025.000 | Sand      | Paul Capdeville  | Marcos Daniel Santiago González   |
| 18.04. | Monza        | Città di Monza                                      | $ 025.000 | Sand      | Alessio di Mauro | Nicolas Devilder Olivier Patience |
| 18.04. | Nottingham   | Nottingham Challenger I                             | $ 025.000 | Hartplatz | Robin Vik        | Mark Hilton Jonathan Marray       |
| 25.04. | Tunis        | Tunis Open                                          | $ 125.000 | Sand      | Gaël Monfils     | Tomas Behrend Robert Lindstedt    |
| 25.04. | Rom          | Garden Open                                         | $ 025.000 | Sand      | Olivier Patience | Manuel Jorquera Dmitri Tursunow   |

### Mai
| Datum1 | Ort            | Turnier                                           | Preisgeld | Belag2    | Sieger Einzel         | Sieger Doppel                           |
| ------ | -------------- | ------------------------------------------------- | --------- | --------- | --------------------- | --------------------------------------- |
| 02.05. | Tunica Resorts | Harrah’s Entertainment Challenger                 | $ 050.000 | Sand (i)  | James Blake           | Michael Russell Dušan Vemić             |
| 02.05. | Ostrava        | Prosperita Open                                   | $ 025.000 | Sand      | Lukáš Dlouhý          | Pavel Šnobel Martin Štěpánek            |
| 09.05. | Prag           | ECM Prague Open                                   | $ 100.000 | Sand      | Jan Hernych           | Jordan Kerr Sebastián Prieto            |
| 09.05. | Forest Hills   | West Side Tennis Club Clay Court Challenger       | $ 050.000 | Sand      | James Blake           | Nathan Healey Mark Merklein             |
| 09.05. | Sanremo        | Sanremo Tennis Cup                                | $ 025.000 | Sand      | Novak Đoković         | Francesco Aldi Tomas Tenconi            |
| 16.05. | Zagreb         | Zagreb Open                                       | $ 050.000 | Sand      | Ivan Ljubičić         | Gabriel Trifu Tom Vanhoudt              |
| 16.05. | Budapest       | Budapest Challenger I                             | $ 025.000 | Sand      | Răzvan Sabău          | Stephen Huss Johan Landsberg            |
| 16.05. | Dresden        | Ostdeutscher Sparkassen Cup                       | $ 025.000 | Sand      | Vasilis Mazarakis     | Christopher Kas Philipp Petzschner      |
| 16.05. | Fargʻona       | Fergana Challenger                                | $ 025.000 | Hartplatz | Lu Yen-hsun           | Murod Inoyatov Denis Istomin            |
| 23.05. | Busan          | Busan Open Challenger Tennis                      | $ 050.000 | Hartplatz | Danai Udomchoke       | Paul Goldstein Rajeev Ram               |
| 23.05. | Ettlingen      | Baden Open                                        | $ 025.000 | Sand      | Adrián García         | Marc López Albert Portas                |
| 23.05. | Ljubljana      | Ljubljana Open                                    | $ 025.000 | Sand      | Rubén Ramírez Hidalgo | Paul Baccanello Lovro Zovko             |
| 23.05. | Turin          | Sporting Challenger                               | $ 025.000 | Sand      | Carlos Berlocq        | Franco Ferreiro Sergio Roitman          |
| 30.05. | Prostějov      | Unicredit Czech Open                              | $ 125.000 | Sand      | Jarkko Nieminen       | Lukáš Dlouhý David Škoch                |
| 30.05. | Fürth          | Schickedanz Open                                  | $ 050.000 | Sand      | Albert Portas         | Amir Hadad Harel Levy                   |
| 30.05. | Surbiton       | Surbiton Trophy                                   | $ 050.000 | Rasen     | Daniele Bracciali     | Jordan Kerr Jim Thomas                  |
| 30.05. | Yuba City      | Sunset Moulding Yuba City Racquet Club Challenger | $ 050.000 | Hartplatz | Cecil Mamiit          | Brandon Coupe Justin Gimelstob          |
| 30.05. | Sassuolo       | Memorial Manfredini                               | $ 025.000 | Sand      | Oliver Marach         | Juan Pablo Brzezicki Cristian Villagrán |

### Juni
| Datum1 | Ort                | Turnier                                     | Preisgeld | Belag2    | Sieger Einzel          | Sieger Doppel                           |
| ------ | ------------------ | ------------------------------------------- | --------- | --------- | ---------------------- | --------------------------------------- |
| 06.06. | Lugano             | Challenger Lugano                           | $ 075.000 | Sand      | Albert Montañés        | Enzo Artoni Juan Pablo Brzezicki        |
| 06.06. | Barcelona          | Trofeo Cuitat de Barcelona                  | $ 025.000 | Sand      | Fernando Vicente       | David Marrero Gabriel Trujillo Soler    |
| 06.06. | Košice             | Steelers Cup                                | $ 025.000 | Sand      | Răzvan Sabău           | Petr Luxa Igor Zelenay                  |
| 13.06. | Braunschweig       | Nord/LB Open                                | $ 125.000 | Sand      | Óscar Hernández        | Enzo Artoni Álex López Morón            |
| 13.06. | Cuenca             | Challenger ATP de Cuenca                    | $ 025.000 | Sand      | Zack Fleishman         | Goran Dragicevic Mirko Pehar            |
| 20.06. | Reggio nell’Emilia | Torneo B. Camparini                         | $ 025.000 | Sand      | Thierry Ascione        | Irakli Labadse Juri Schtschukin         |
| 27.06. | Biella             | Top Wool Challenger                         | $ 100.000 | Sand      | Irakli Labadse         | Gabriel Trifu Tom Vanhoudt              |
| 27.06. | Córdoba            | Open Diputación Ciudad de Pozoblanco        | $ 100.000 | Hartplatz | Marcos Baghdatis       | Uladsimir Waltschkou Serhij Stachowskyj |
| 27.06. | Forest Hills       | West Side Tennis Club Clay Court Challenger | $ 050.000 | Rasen     | Frédéric Niemeyer      | Richard Barker Huntley Montgomery       |
| 27.06. | Montauban          | Open de Montauban                           | $ 025.000 | Sand      | Édouard Roger-Vasselin | Steve Darcis Stefan Wauters             |

### Juli
| Datum1 | Ort              | Turnier                                | Preisgeld | Belag2    | Sieger Einzel        | Sieger Doppel                           |
| ------ | ---------------- | -------------------------------------- | --------- | --------- | -------------------- | --------------------------------------- |
| 04.07. | Scheveningen     | Siemens Open                           | $ 050.000 | Sand      | Melle van Gemerden   | Julien Benneteau Édouard Roger-Vasselin |
| 04.07. | Budaörs          | Stella Artois Clay Court Championships | $ 025.000 | Sand      | Boris Pašanski       | Amir Hadad Harel Levy                   |
| 04.07. | Mantua           | Challenger Canottieri Mincio           | $ 025.000 | Sand      | Giorgio Galimberti   | Flavio Cipolla Alessandro Motti         |
| 04.07. | Nottingham       | Nottingham Challenger II               | $ 025.000 | Rasen     | Alex Bogdanovic      | Joshua Goodall Martin Lee               |
| 04.07. | Oberstaufen      | Oberstaufen Cup                        | $ 025.000 | Sand      | Simon Greul          | Oliver Marach Jean-Claude Scherrer      |
| 11.07. | Aptos            | Comerica Bank Challenger               | $ 075.000 | Hartplatz | Andy Murray          | Nathan Healey Eric Taino                |
| 11.07. | Rimini           | Riviera di Rimini                      | $ 050.000 | Sand      | Florent Serra        | David Škoch Martin Štěpánek             |
| 11.07. | Manchester       | Manchester Trophy                      | $ 025.000 | Rasen     | Daniele Bracciali    | Mark Hilton Jonathan Marray             |
| 18.07. | Bogotá           | Seguros Bolivar Open Bogotá            | $ 050.000 | Sand      | Marcos Daniel        | Marcos Daniel Santiago González         |
| 18.07. | Tampere          | Nokian Hakkapelitta Open               | $ 050.000 | Sand      | Boris Pašanski       | Marc Gicquel Édouard Roger-Vasselin     |
| 18.07. | Tarzana          | Singha Tennis Classic                  | $ 050.000 | Hartplatz | Alex Bogomolow       | Alex Bogomolow Travis Rettenmaier       |
| 25.07. | Posen            | Porsche Open                           | $ 100.000 | Sand      | Teimuras Gabaschwili | Łukasz Kubot Filip Urban                |
| 25.07. | Campos do Jordão | Credicard Mastercard Tennis Cup        | $ 050.000 | Hartplatz | André Sá             | Kristian Pless Aleksandar Vlaski        |
| 25.07. | Granby           | Challenger Natrel                      | $ 050.000 | Hartplatz | Danai Udomchoke      | Johan Landsberg Lu Yen-hsun             |
| 25.07. | Lexington        | Fifth Third Bank Tennis Classic        | $ 050.000 | Hartplatz | Dudi Sela            | Scoville Jenkins Bobby Reynolds         |
| 25.07. | Valladolid       | Arroyo de la Encomienda                | $ 037.500 | Hartplatz | Filip Prpic          | Matwé Middelkoop Alexander Peya         |
| 25.07. | Recanati         | Guzzini Challenger                     | $ 025.000 | Hartplatz | Davide Sanguinetti   | Uros Vico Lovro Zovko                   |
| 25.07. | Toljatti         | Togliatti Cup                          | $ 025.000 | Hartplatz | Igor Kunizyn         | Scott Lipsky Mark Nielsen               |

### August
| Datum1 | Ort            | Turnier                          | Preisgeld | Belag2    | Sieger Einzel          | Sieger Doppel                            |
| ------ | -------------- | -------------------------------- | --------- | --------- | ---------------------- | ---------------------------------------- |
| 01.08. | Segovia        | Open Castilla y León             | $ 100.000 | Hartplatz | Michael Berrer         | Marcel Granollers Álex López Morón       |
| 01.08. | Vancouver      | Odlum Brown Vancouver Open       | $ 100.000 | Hartplatz | Dudi Sela              | Ashley Fisher Tripp Phillips             |
| 01.08. | Trani          | Trani Cup                        | $ 050.000 | Sand      | Lukáš Dlouhý           | Carlos Berlocq Cristian Villagrán        |
| 01.08. | Belo Horizonte | BH Tennis Open International Cup | $ 025.000 | Hartplatz | John Paul Fruttero     | Lesley Joseph Aleksandar Vlaski          |
| 01.08. | Saransk        | Mordovia Cup                     | $ 025.000 | Sand      | Igor Kunizyn           | Flavio Cipolla Simon Stadler             |
| 01.08. | Timișoara      | Timișoara Challenger             | $ 025.000 | Sand      | Jean-Christophe Faurel | Ionuț Moldovan Gabriel Moraru            |
| 08.08. | San Marino     | San Marino CEPU Open             | $ 100.000 | Sand      | Juan Antonio Marín     | Lukáš Dlouhý David Škoch                 |
| 08.08. | Binghamton     | DBI Tennis Challenger            | $ 050.000 | Hartplatz | Andy Murray            | Huntley Montgomery Tripp Phillips        |
| 08.08. | Pamplona       | Open de Tenis Amaya              | $ 037.500 | Hartplatz | Nicolas Devilder       | Aisam-ul-Haq Qureshi Lovro Zovko         |
| 08.08. | Gramado        | Gramado Open                     | $ 025.000 | Hartplatz | Flávio Saretta         | Goran Dragicevic Mirko Pehar             |
| 08.08. | Graz           | S’Tennis Masters                 | $ 025.000 | Hartplatz | Robin Vik              | Julian Knowle Alexander Peya             |
| 15.08. | Bronx          | GHI Bronx Tennis Classic         | $ 050.000 | Hartplatz | Thierry Ascione        | Cecil Mamiit Brian Vahaly                |
| 15.08. | Cordenons      | Sina Kia Motors Tennis Cup       | $ 050.000 | Sand      | Carlos Berlocq         | Doppelbewerb vor dem Finale abgebrochen  |
| 15.08. | Vigo           | Concurso Internacional de Vigo   | $ 037.500 | Sand      | Albert Portas          | Lars Uebel Jan Vacek                     |
| 15.08. | Manta          | Manta Open                       | $ 025.000 | Hartplatz | Thiago Alves           | Brian Dabul Marcel Felder                |
| 15.08. | Samarqand      | Samarkand Challenger             | $ 025.000 | Sand      | Boris Pašanski         | Ivan Cerović Petar Popović               |
| 22.08. | Manerbio       | Trofeo Dimmidisì                 | $ 050.000 | Sand      | Oliver Marach          | Melle van Gemerden Rogier Wassen         |
| 22.08. | Genf           | IPP Geneva Trophy                | $ 037.500 | Sand      | Werner Eschauer        | Rubén Ramírez Hidalgo Santiago Ventura   |
| 22.08. | Buxoro         | Bukhara Challenger               | $ 025.000 | Hartplatz | Denis Istomin          | Alexei Kedrjuk Orest Tereschtschuk       |
| 29.08. | Kiew           | Kyiv Open                        | $ 050.000 | Sand      | Daniel Köllerer        | Diego Junqueira Martín Vassallo Argüello |
| 29.08. | Freudenstadt   | Black Forest Open                | $ 025.000 | Sand      | Sergio Roitman         | Pavel Šnobel Martin Štěpánek             |

### September
| Datum1 | Ort        | Turnier                      | Preisgeld | Belag2        | Sieger Einzel     | Sieger Doppel                        |
| ------ | ---------- | ---------------------------- | --------- | ------------- | ----------------- | ------------------------------------ |
| 05.09. | Istanbul   | TED Open                     | $ 075.000 | Hartplatz     | Wang Yeu-tzuoo    | Harel Levy Noam Okun                 |
| 05.09. | Brașov     | Asirom Brașov Challenger     | $ 025.000 | Sand          | Daniel Elsner     | Ionuț Moldovan Gabriel Moraru        |
| 05.09. | Donezk     | Alexander Kolyaskin Memorial | $ 025.000 | Hartplatz     | Łukasz Kubot      | Mychajlo Filima Orest Tereschtschuk  |
| 05.09. | Genua      | Genoa Open Challenger        | $ 025.000 | Sand          | Potito Starace    | Leonardo Azzaro Sergio Roitman       |
| 12.09. | Orléans    | Open d’Orléans               | $ 075.000 | Hartplatz (i) | Cyril Saulnier    | Julien Benneteau Nicolas Mahut       |
| 12.09. | Sevilla    | Copa Sevilla                 | $ 037.500 | Sand          | Marco Mirnegg     | Marcos Daniel Fernando Vicente       |
| 12.09. | Budapest   | Budapest Challenger II       | $ 025.000 | Sand          | Boris Pašanski    | Leonardo Azzaro Sergio Roitman       |
| 19.09. | Stettin    | Pekao Szczecin Open          | $ 125.000 | Sand          | Agustín Calleri   | Mariusz Fyrstenberg Marcin Matkowski |
| 19.09. | Lubbock    | Lubbock Challenger           | $ 050.000 | Hartplatz     | Ramón Delgado     | Hugo Armando Glenn Weiner            |
| 19.09. | Banja Luka | Banja Luka Challenger        | $ 025.000 | Sand          | Vasilis Mazarakis | Flavio Cipolla Rainer Eitzinger      |
| 26.09. | Grenoble   | Open de L’Isère              | $ 075.000 | Hartplatz (i) | Marc Gicquel      | Julien Benneteau Nicolas Mahut       |
| 26.09. | Tulsa      | USTA Challenger of Oklahoma  | $ 050.000 | Hartplatz     | Harel Levy        | Scott Lipsky David Martin            |

### Oktober
| Datum1 | Ort         | Turnier                                | Preisgeld | Belag2        | Sieger Einzel         | Sieger Doppel                          |
| ------ | ----------- | -------------------------------------- | --------- | ------------- | --------------------- | -------------------------------------- |
| 03.10. | Mons        | Ethias Trophy                          | $ 125.000 | Teppich (i)   | Olivier Rochus        | Christopher Kas Philipp Petzschner     |
| 03.10. | Rom         | Sir Supermercati Open                  | $ 025.000 | Sand          | Olivier Patience      | Manuel Jorquera Dmitri Tursunow        |
| 10.10. | Sacramento  | Swanston Challenger                    | $ 050.000 | Hartplatz     | Rik De Voest          | Scott Lipsky David Martin              |
| 10.10. | Barcelona   | Trofeo Cuitat de Barcelona             | $ 025.000 | Sand          | Sergio Roitman        | Óscar Hernández Gabriel Trujillo Soler |
| 10.10. | Quito       | Trofeo Ciudad de Quito                 | $ 025.000 | Sand          | Thiago Alves          | Hugo Armando Glenn Weiner              |
| 17.10. | Bogotá      | Copa Petrobras Bogotá                  | $ 050.000 | Sand          | Marcos Daniel         | Brian Dabul Marcelo Melo               |
| 17.10. | Calabasas   | Pro Challenger at Calabasas            | $ 050.000 | Hartplatz     | Brian Vahaly          | Amer Delić Bobby Reynolds              |
| 17.10. | Kolding     | Købstædernes ATP Challenger            | $ 050.000 | Teppich (i)   | Dmitri Tursunow       | Stephen Huss Johan Landsberg           |
| 17.10. | Southampton | Southampton Challenger                 | $ 025.000 | Hartplatz (i) | Jérôme Haehnel        | Jeff Coetzee Rogier Wassen             |
| 24.10. | Seoul       | Samsung Securities Cup                 | $ 100.000 | Hartplatz     | Lee Hyung-taik        | Alexander Peya Björn Phau              |
| 24.10. | Carson      | Home Depot Center USTA Challenger      | $ 050.000 | Hartplatz     | Justin Gimelstob      | Goran Dragicevic Jan-Michael Gambill   |
| 24.10. | Santiago    | Copa Petrobras Santiago                | $ 050.000 | Sand          | Júlio Silva           | Daniel Köllerer Oliver Marach          |
| 31.10. | Boston      | USTA Challenger of Boston              | $ 075.000 | Hartplatz (i) | Paul Goldstein        | Ramón Delgado André Sá                 |
| 31.10. | Aachen      | Lambertz Open by STAWAG                | $ 050.000 | Teppich (i)   | Jewgeni Koroljow      | James Auckland Jamie Delgado           |
| 31.10. | Busan       | Media Will Cup Busan Challenger Tennis | $ 050.000 | Hartplatz     | Björn Phau            | Ashley Fisher Tripp Phillips           |
| 31.10. | Montevideo  | Copa Petrobras Montevideo              | $ 050.000 | Sand          | Juan Martín del Potro | Brian Dabul Damián Patriarca           |
| 31.10. | Caloundra   | Kia International in Caloundra         | $ 025.000 | Hartplatz     | Peter Luczak          | Peter Luczak Shannon Nettle            |

### November
| Datum1 | Ort          | Turnier                             | Preisgeld | Belag2        | Sieger Einzel         | Sieger Doppel                            |
| ------ | ------------ | ----------------------------------- | --------- | ------------- | --------------------- | ---------------------------------------- |
| 07.11. | Bratislava   | Tatra Banka Open                    | $ 100.000 | Hartplatz (i) | Dominik Hrbatý        | Chris Haggard Jean-Claude Scherrer       |
| 07.11. | Nashville    | Music City Challenger               | $ 075.000 | Hartplatz (i) | Bobby Reynolds        | Ilija Bozoljac Brian Wilson              |
| 07.11. | Guayaquil    | Challenger Ciudad de Guayaquil      | $ 050.000 | Sand          | Marcos Daniel         | Juan Martín del Potro Juan Antonio Marín |
| 07.11. | Eckental     | Bauer Watertechnology Cup           | $ 025.000 | Teppich (i)   | Michael Berrer        | Christopher Kas Philipp Petzschner       |
| 14.11. | Dnipro       | Privat Bank Cup                     | $ 125.000 | Hartplatz (i) | Dick Norman           | Lukáš Dlouhý David Škoch                 |
| 14.11. | Aracaju      | Copa Petrobras Aracaju              | $ 100.000 | Sand          | Boris Pašanski        | Máximo González Sergio Roitman           |
| 14.11. | Champaign    | USTA Challenger of Champaign-Urbana | $ 050.000 | Hartplatz (i) | Danai Udomchoke       | Ashley Fisher Tripp Phillips             |
| 14.11. | Helsinki     | IPP Open                            | $ 050.000 | Hartplatz (i) | Björn Rehnquist       | Yves Allegro Michael Kohlmann            |
| 14.11. | Puebla       | Challenger Britania Zavaleta        | $ 025.000 | Hartplatz     | Hugo Armando          | Werner Eschauer Alexander Satschko       |
| 21.11. | Luxemburg    | Mobilux Open                        | $ 150.000 | Hartplatz (i) | Christophe Rochus     | Eric Butorac Chris Drake                 |
| 21.11. | Buenos Aires | Copa Petrobras Buenos Aires         | $ 100.000 | Sand          | Carlos Berlocq        | Lucas Arnold Ker Sebastián Prieto        |
| 21.11. | Prag         | Czech Indoor Open                   | $ 025.000 | Teppich (i)   | Raemon Sluiter        | Filip Polášek Serhij Stachowskyj         |
| 21.11. | La Réunion   | Open de la Ville de Saint Denis     | $ 025.000 | Hartplatz     | Philipp Kohlschreiber | Teimuras Gabaschwili Stéphane Robert     |
| 21.11. | Sunderland   | Sunderland Challenger               | $ 025.000 | Hartplatz (i) | Alex Bogdanovic       | Frank Moser Sebastian Rieschick          |
| 28.11. | Orlando      | USTA Challenger of Orlando          | $ 050.000 | Hartplatz     | Michael Craig Russell | Ashley Fisher Tripp Phillips             |

### Dezember
| Datum1 | Ort  | Turnier                   | Preisgeld | Belag2    | Sieger Einzel    | Sieger Doppel              |
| ------ | ---- | ------------------------- | --------- | --------- | ---------------- | -------------------------- |
| 26.12. | Doha | Haba Qatar ATP Challenger | $ 050.000 | Hartplatz | Olivier Patience | Łukasz Kubot Oliver Marach |

- 1 Turnierbeginn (ohne Qualifikation)
- 2 Das Kürzel „(i)“ (= indoor) bedeutet, dass das betreffende Turnier in einer Halle ausgetragen wurde.